# Funivie Monte Bianco
Pour les articles homonymes, voir Skyway Monte Bianco.
Le Funivie Monte Bianco est un ancien téléphérique d'Italie situé dans la Vallée d'Aoste et permettait de gagner la pointe Helbronner dans le massif du Mont-Blanc depuis Entrèves, à Courmayeur. Ouvert en 1947 pour les deux premiers tronçons et prolongé en 1957 jusqu'à la pointe Helbronner afin de permettre une liaison directe avec la télécabine Panoramic Mont-Blanc ouverte un an plus tôt, il a été remplacé par le Skyway Monte Bianco, construit de 2012 à 2015.

## Parcours
Le téléphérique débute à 1 380 mètres d'altitude, à Entrèves, un village de Courmayeur, dans le haut Valdigne, à la confluence de la Doire de Ferret et de la Doire de Vény venant respectivement du val Ferret et du val Vény. Le premier tronçon mène à la station intermédiaire du mont Fréty à 2 174 mètres d'altitude où se trouvent le refuge Pavillon et le jardin botanique alpin Saussurea. Le deuxième tronçon du téléphérique conduit au refuge Torino à 3 329 mètres d'altitude, sur l'adret de la pointe Helbronner et du col du Géant. Enfin, le troisième et dernier tronçon permet de gagner la pointe Helbronner elle-même, à 3 462 mètres d'altitude, à la frontière française. De là, les alpinistes peuvent emprunter le glacier du Géant tandis que les touristes peuvent rejoindre l'aiguille du Midi grâce à la télécabine Panoramic Mont-Blanc puis Chamonix-Mont-Blanc grâce au téléphérique de l'Aiguille du Midi.

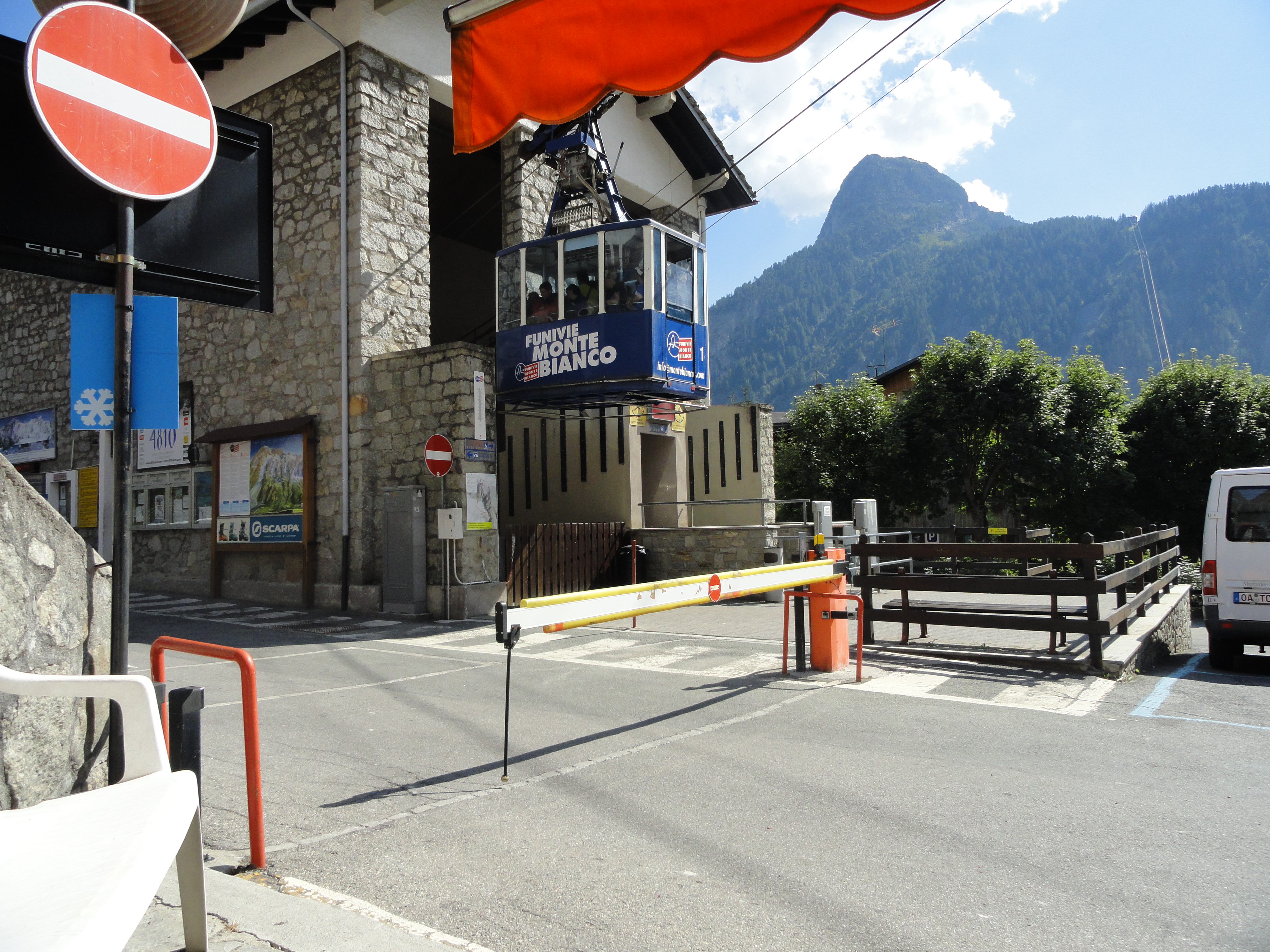
Une cabine à la station d'Entrèves.

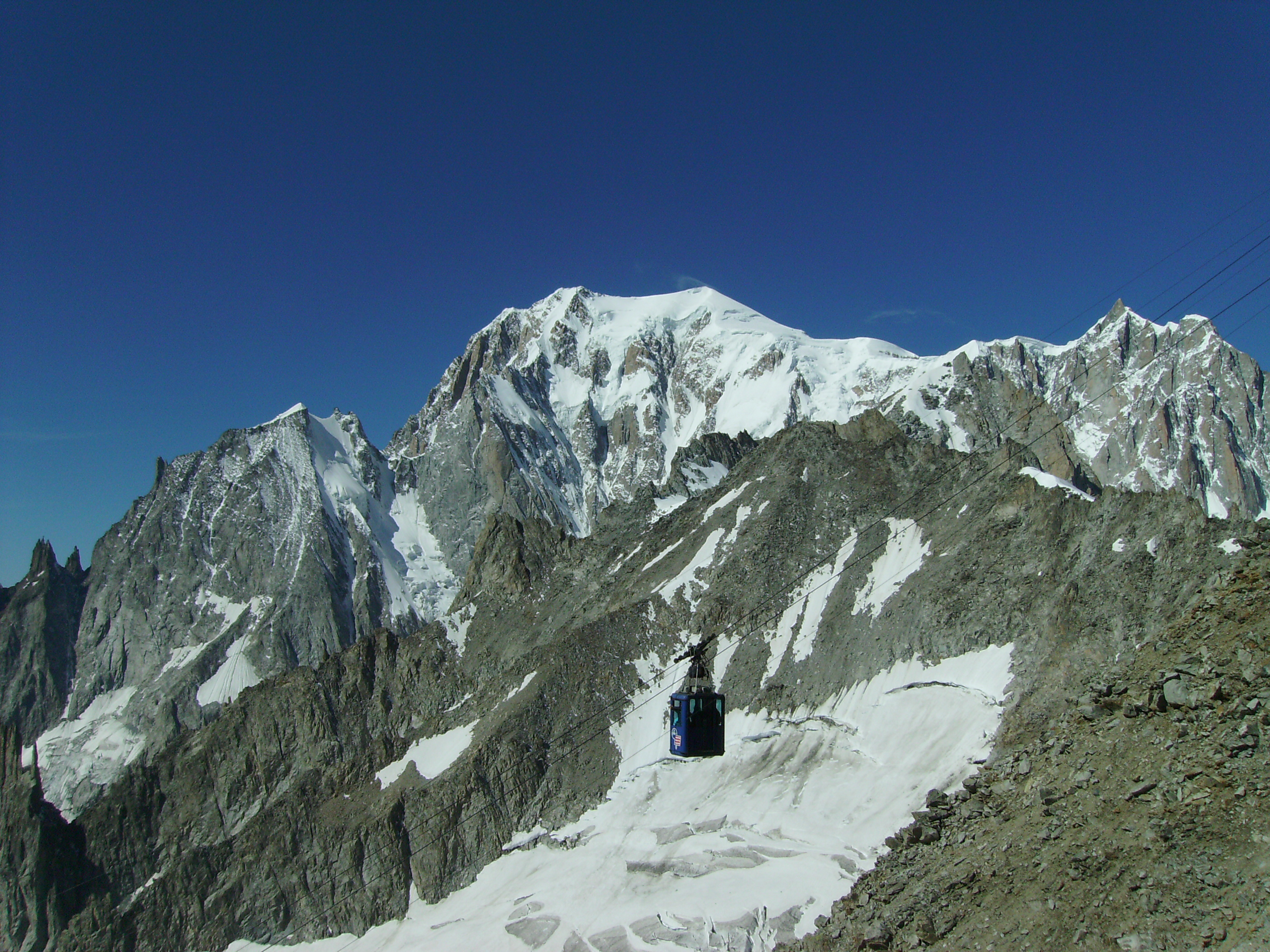
Vue d'une cabine sur le second tronçon entre le mont Fréty et le refuge Torino sous la pointe Helbronner avec le mont Blanc en arrière-plan.